# Guido Guglielminetti
Guido Antonio Guglielminetti (Torino, 15 dicembre 1952) è un bassista, compositore, arrangiatore e produttore discografico italiano.

## Biografia
Inizia a suonare alla fine anni sessanta nel Patrick Samson Set, il complesso che accompagna il cantante di Soli si muore, in cui ricopre il ruolo di bassista insieme a Umberto Tozzi alla chitarra ed Euro Cristiani alla batteria.
A partire dal 1972 comincia la sua carriera di turnista in supporto di molti rinomati cantautori e interpreti della canzone italiana, tra i quali Lucio Battisti, Ivano Fossati, Umberto Tozzi, Mia Martini, Francesco De Gregori, Luigi Grechi, Giovanna Marini.
Nel 1974 entra a far parte della band rock d'ispirazione americana Track (di cui fanno parte Ricky Belloni, Paolo Siani e il cantante Cacao) con cui incide un unico LP, Track rock, cantato in inglese.
Nel 1981 incide un 45 giri per la CGD.
Ha composto la musica per diverse canzoni tra le quali sono da ricordare Un'emozione da poco (testo di Ivano Fossati) interpretata da Anna Oxa, La nave (Mina), Tivùcolor e Notte che verrà (Loredana Bertè), Anna e Un'altra donna per Carlos Cosmo (con i testi di entrambi i brani scritti da Valerio Liboni), Biancaluna scritto con e per Gianmaria Testa.
Nel 1984 compone brani italo-disco per Between the Sheets e Bagarre.
Nel 1991 si cimenta anche nella composizione di musica da film per La casa.
Tra le ultime produzioni di Francesco De Gregori a cui ha preso parte vanno ricordate, i LP La valigia dell'attore, Sulla strada, Buongiorno e buonasera; per Giovanna Marini, Passioni.
Dal 1985 è il "capobanda" dell'ensemble di musicisti che accompagna dal vivo Francesco De Gregori.
Insieme ad alcuni di essi ha dato vita al progetto Block Alchimia autori dello spettacolo Luoghi d'affezione.

## Discografia

### Con i Track
1974: Track rock

### Da solista

#### 45 giri
1981: Grida piano/Anna ha un buon motore (CGD, 10287)

### Partecipazioni ad incisioni di altri artisti
Le seguenti partecipazioni sono come bassista, ove non altrimenti indicato:
1972
- Adriano Pappalardo, È ancora giorno (singolo)
- Lucio Battisti, Il mio canto libero (album) (tranne in "Gente per bene e gente per male" e "La luce dell'est")

1973
- Ivano Fossati e Oscar Prudente, Poco prima dell'aurora (album)
- Adriano Pappalardo, California no (album)

1974
- Equipe 84, Sacrificio (album)
- Ivano Fossati, Cane di strada/Concerto di plenilunio in un castello di Stoccarda (singolo)

1977
- Ivano Fossati, La casa del serpente (album)
- Umberto Tozzi, È nell'aria...ti amo (album)

1978
- Piero Damosso, ...e penso a te/Povero amore (singolo) (solo arrangiamento)
- Mia Martini, Danza (album) (ad esclusione di "Di tanto amore", "La luce sull'insegna della sera" e "Buonanotte dolce notte (ripresa)", anche percussioni in "Danza", cori in "La costruzione di un amore", "Buonanotte dolce notte" e "Ci si muove")
- Umberto Tozzi, Tu (album)

1979
- Alberto Cheli, Cavalli alati (album)

1981
- Franco Stella, Ed eccomi qua... (singolo) (solo arrangiamento)

1982
- Giorgio Jacono, Monica/Papà mi ha detto vai (singolo) (solo arrangiamento)
- Valerio Liboni, Magari poi/Nonostante te (singolo) (solo arrangiamento)
- Mia Martini, E non finisce mica il cielo (singolo)
- Giacomo Roberti, Stella/Donna libera (singolo) (solo arrangiamento)
- Edoardo Vianello, Windsurf

1984
- Ivano Fossati, Ventilazione (album)

1985
- Bagarre, Epitaph (album) (solo chitarra)
- Loredana Bertè, Carioca (album)
- Aida Cooper, I'll Go Crazy/I've Been Loving You Too Long (singolo) (solo arrangiamenti ed electronics)
- Francesco De Gregori, Scacchi e tarocchi (album)

1986
- Alberto Camerini, Angeli in blue jeans (album)
- Ivano Fossati, 700 giorni (album)

1987
- Francesco De Gregori, Terra di nessuno (album) (anche missaggio e arrangiamenti delle sezioni ritmiche)
- Luigi Grechi, Dromomania (album)

1989
- Francesco De Gregori, Mira Mare 19.4.89 (album)

1990
- Slep, Six-strings soul (album)
- Francesco De Gregori, Catcher in the Sky (album, dal vivo)
- Francesco De Gregori, Musica leggera (album, dal vivo)
- Francesco De Gregori, Niente da capire (album, dal vivo)

1992
- Francesco De Gregori, Canzoni d'amore (album)

1993
- Francesco De Gregori, Il bandito e il campione (album, dal vivo)

1994
- Francesco De Gregori, Bootleg (album, dal vivo)
- Luigi Grechi, Girardengo e altre storie (album)
- Mal, Via con te (album) (forse solo arrangiamenti e realizzazione)

1995
- Valerio Liboni, 6000 metri sopra il mare (album)

1996
- Angela Baraldi, Baraldi lubrificanti (album)

1997
- Francesco De Gregori, La valigia dell'attore (album, dal vivo) (anche chitarra acustica)

1999
- Luigi Grechi, Cosìvalavita (album)

2001
- Francesco De Gregori, Amore nel pomeriggio (album) (anche scrittura e arrangiamento archi in "Sempre e per sempre", tastiere in "Caldo e scuro", missaggio e produzione)

2002
- Francesco De Gregori, Fuoco amico (album, dal vivo) (solo chitarra)
- Francesco De Gregori e Giovanna Marini, Il fischio del vapore (album) (anche missaggio e produzione)

2003
- Francesco De Gregori, Mix (album doppio, metà raccolta, metà dal vivo)
- Giovanna Marini, Buongiorno e buonasera (album)
- Luigi Grechi, Pastore di nuvole (album)

2004 
- Giovanna Marini, Passioni (album)

2005
- Francesco De Gregori, Pezzi (album)

2006
- Francesco De Gregori, Calypsos (album) (anche scrittura archi di "La casa", anche Smilebox in "L'angelo")

2008
- Francesco De Gregori, Per brevità chiamato artista (album)

2010
- Francesco De Gregori, Lucio Dalla, Work in Progress (live)

2012
- Francesco De Gregori, Sulla strada (album)

2014
- Roberto Tardito, Era una gioia appiccare il fuoco (album)
- Max Lo Buono, Sei la fine del Mondo (singolo, arrangiamento)
- Michelle, A volte parlo di te (singolo, musica ed arrangiamento)